# Christian Müller (Moderator)

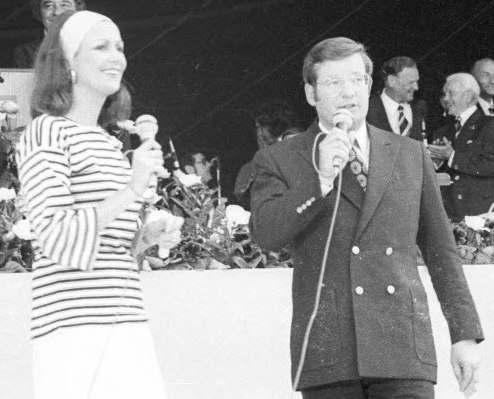
Christian Müller mit Marie-Louise Steinbauer bei der Eröffnungsfeier der Kieler Woche 1975

Christian Müller (* 1939 in Hamburg; † Januar 2015 ebenda) war ein deutscher Journalist, Fernseh- und Hörfunkmoderator beim Norddeutschen Rundfunk.

## Leben
Müller war von 1965 bis 1975 zusammen mit Marie-Louise Steinbauer Moderator der Aktuellen Schaubude, die zu Müllers Zeiten von der ARD ausgestrahlt wurde. Nur Steinbauer und später Carlo von Tiedemann waren länger in der Sendung zu sehen. Zudem war Müller als Reporter für die älteste Radiosendung der Welt, das Hamburger Hafenkonzert, tätig. Bis 2014 überreichte er die Auszeichnung als Ehren-Schleusenwärter der Stadt Hamburg und war zugleich Teil der Komitees, das die Preisträger auswählt.